# Ilha das Palmas (Guarujá)
A Ilha das Palmas é uma ilha localizada na baía de Santos, mas pertencente ao território guarujaense. Abriga o Clube de Pesca de Santos, apenas para sócios e visitantes acompanhados onde é possível entrar no mar, chegar até o flutuante (pedaço de madeira que fica flutuando no mar e onde as pessoas se bronzeiam), mergulhar em suas duas piscinas e pescar.